# LVG B.I
L'LVG B.I, designazione aziendale D.IV, era un aereo da addestramento biposto, biplano e monomotore, sviluppato dall'allora azienda tedesco imperiale Luftverkehrsgesellschaft (LVG) e prodotto, oltre che dalla stessa, su licenza dalla Gustav Otto Flugmaschinenwerke negli anni dieci del XX secolo.
Utilizzato inizialmente nelle scuole di volo, durante la prima guerra mondiale venne adottato dalla Luftstreitkräfte, la componente aerea del Deutsches Heer (l'esercito imperiale tedesco), nel ruolo di aereo da ricognizione. Prodotto in un consistente numero di esemplari, presumibilmente tra i 500 ed i 600, il B.I servì come base per le successive serie Typ B e C prodotte dall'azienda.

## Storia del progetto
Nel tardo 1912 la Luftverkehrsgesellschaft, azienda che fino a quel momento era coinvolta nella costruzione di dirigibili, decise di diversificare la produzione avventurandosi nel nascente mercato degli aeromobili più pesanti dell'aria. Il progetto venne affidato all'ingegnere svizzero Franz Schneider, assunto in qualità di direttore tecnico e progettista capo dal dicembre 1911, il quale attingendo all'esperienza maturata alla Nieuport disegnò un velivolo dall'impostazione che diventerà per l'epoca classica, monomotore biplano biposto a carrello fisso. Consapevole delle esigenze espresse dalle Fliegertruppe Schneider disegnò un velivolo, identificato dall'azienda come D.IV, realizzato con una robusta struttura in legno ricoperta da tela trattata e caratterizzato dalla presenza di due abitacoli aperti in tandem che fossero sufficientemente vicini da permettere ai due occupanti di poter comunicare tra loro.
Il prototipo, equipaggiato con un motore Mercedes D.I da 100 PS (73,5 kW), venne portato in volo per la prima volta l'8 marzo 1913 ai comandi di Albert Rupp in qualità di pilota collaudatore il quale dichiarò che il modello buona stabilità, discreta velocità, semplice da pilotare e con un'ottima velocità variometrica.
Con l'inizio della prima guerra mondiale l'Idflieg introdusse un nuovo sistema di designazione basato su classi di velivoli identificati dal nome dell'azienda che li sviluppava, seguito da lettere dell'alfabeto abbinate a numeri romani che in successione indicavano nuovi sviluppi e modelli. Il "D.IV" venne per questo ridesignato LVG B.I, primo esemplare che rispondeva alle specifiche B Typ riservate ai ricognitori biposto non armati.
Vista la richiesta sempre maggiore di velivoli da impiegare nel conflitto, l'Idflieg richiese che il modello potesse essere prodotto su licenza da altre aziende aeronautiche in territorio nazionale. Gli esemplari costruiti dalla Gustav Otto Flugmaschinenwerke erano identificati come LVG B.I(Ot). La distruzione della documentazione relativa alle Fliegertruppe operata da personale tedesco nel 1945 durante le ultime fasi della seconda guerra mondiale rende impossibile determinare esattamente la quantità di LVG B.I prodotti ma si stima che siano tra i 400 ed i 450 quelli costruiti dall'LVG tra il 1913 ed il 1915 e destinati alle Fliegertruppe prussiane più altre 170-175 unità costruite dalla Otto Flugmaschinenwerke e destinate alle Fliegertruppe bavaresi.

## Tecnica
L'LVG B.I introduceva l'aspetto, divenuto per l'epoca convenzionale, che la tecnologia del tempo abbinata alla necessità di velocità, costi di produzione e rispetto delle specifiche Idflieg, consentivano alle aziende pioniere dell'aviazione militare: monomotore biposto con fusoliera realizzata interamente in legno, velatura biplana e carrello fisso.
La fusoliera, a sezione rettangolare e realizzata con struttura in legno, era caratterizzata da due abitacoli aperti in tandem, l'anteriore destinato all'osservatore ed il posteriore al pilota. Posteriormente terminava in un impennaggio classico monoderiva caratterizzato da una pinna dorsale triangolare raccordata al timone e piani orizzontali controventati da una coppia di montanti obliqui per lato, in una foggia "a freccia" che caratterizzerà anche i successivi modelli dell'azienda.
La configurazione alare era biplana con ala superiore dall'apertura leggermente superiore dell'inferiore, collegate tra loro da una doppia coppia di montanti per lato integrati da tiranti in cavetto in acciaio.
Il carrello d'atterraggio era fisso, molto semplice, montato su una struttura tubolare al di sotto della fusoliera, dotato di ruote di grande diametro collegate da un asse rigido ed integrato posteriormente con un pattino d'appoggio ammortizzato. L'iniziale dotazione di pattini anticappottamento venne rimossa nei modelli più recenti.
La propulsione era inizialmente affidata ad un motore Mercedes D.I, un 6 cilindri in linea raffreddato a liquido capace di erogare una potenza pari a 100 PS (73,5 kW), posizionato all'apice anteriore della fusoliera, racchiuso da un cofano metallico ed abbinato ad un'elica bipala in legno a passo fisso. L'impianto di raffreddamento prevedeva l'installazione di due radiatori posizionati ai lati della fusoliera tuttavia, consultando la documentazione fotografica, in alcuni modelli erano diversamente collocati. In base alla successiva disponibilità di motorizzazioni di potenza superiore gli esemplari vennero equipaggiati con diverse unità, dalla stessa architettura, il Benz Bz.II da 110 PS e gli Argus As.II e Mercedes D.II da 120 PS, ed in qualche esemplare con un V8, il Rapp Rp.II da 145 PS, contraddistinti visivamente dagli impianti di scarico di diversa foggia e che scaricavano i gas combusti sopra l'ala superiore o sotto la fusoliera.
Come per tutti i modelli B-Typ non era previsto alcun armamento difensivo, tuttavia si riscontrano immagini di modelli equipaggiati con condotti metallici a gabbia atti a far scivolare bombe da 4,5 kg senza che interferissero con l'ala.

## Impiego operativo
La necessità di avere un efficiente servizio di ricognizione, portò all'utilizzo del modello fin dalle primissime fasi della prima guerra mondiale in missioni di ricognizione aerea e di osservazione in cooperazione con le unità di terra. Gli LVG B.I cominciarono ad essere consegnati ai Feldflieger Abteilung (FFA), i reparti "pionieri" della Luftstreitkräfte, nell'estate 1914 per essere impiegati sul fronte orientale, andando rapidamente a sostituire i lenti ed oramai superati monoplani Taube.
Tuttavia il rapido sviluppo dell'arma aerea e l'introduzione da parte dell'aviazione avversaria di velivoli armati, come gli scout sviluppatisi nei più specializzati caccia, rese velocemente inadatti i ricognitori privi di qualsiasi armamento difensivo costringendo l'Idflieg ad introdurre una nuova classe di ricognitori armati, la C-Typ. Per questo motivo iniziarono ad essere ritirati dalla prima linea già nel 1915 ma rimasero comunque in servizio fino al 1916, poi assegnati alle scuole di volo ed utilizzati come aereo da addestramento almeno per tutto il 1917, con 79 esemplari equipaggiati con doppi comandi espressamente realizzati per questo ruolo. Sul fronte italiano dal 23 maggio 1915 erano presenti nel reparto Bayerische Feld-Flieger-Abteilung 9b (o Feldflieger Abteilung) con le Alpenkorps all'Aeroporto di Dobbiaco ed a Villabassa fino all'agosto 1915 quando vanno al fronte occidentale. Dall'8 luglio 1915 arriva anche il futuro Asso dell'aviazione Otto Kissenberth (20 vittorie).
L'LVG B.I prestò servizio anche nell'aviazione militare turca con tre esemplari acquistati dalle Fliegertruppe

## Utilizzatori
Germania
- Luftstreitkräfte